# Gradac (gmina Pljevlja)
Gradac (cyr. Градац) – miasto w Czarnogórze, w gminie Pljevlja. W 2011 roku liczyło 295 mieszkańców.